# Tricolore (Trignalのアルバム)
『tricolore』（トリコロール）は、Trignalの4枚目のミニアルバム。2018年4月11日にKiramuneから発売された。

## 概要
Kiramuneでの音楽活動5周年記念したソロ曲入りミニアルバム。メンバーソロ曲を各2曲ずつ、そしてTrignalとしての楽曲を1曲収録した、全7曲収録。本人が作詞したソロ曲もあり、メンバーそれぞれを彩る楽曲は、今までにないTrignalを表現している。

## 収録曲
| #         | タイトル                                     | 作詞         | 作曲・編曲 | 作曲・編曲 | 時間 |
| --------- | -------------------------------------------- | ------------ | ---------- | ---------- | ---- |
| 1.        | 「ジンセイイチドキリ」(江口ソロ)             | 江口拓也     |            | 服部祐希   | 4:12 |
| 2.        | 「Drunk in love & drunk in drunk」(木村ソロ) | 木村良平     |            | 渡辺未来   | 4:04 |
| 3.        | 「君だけが見られない」(代永ソロ)             | こだまさおり |            | 本田光史郎 | 4:24 |
| 4.        | 「Catch a Break」(江口ソロ)                  | 江口拓也     |            | 河田貴央   | 3:51 |
| 5.        | 「Siren Fairlady」(木村ソロ)                 | 木村良平     |            | 宝野聡史   | 4:23 |
| 6.        | 「結び糸」(代永ソロ)                         | 代永翼       |            | 徳田光希   | 4:05 |
| 7.        | 「U〜君がいてくれたから～」                  | 結城アイラ   |            | 徳田光希   | 4:15 |
| 合計時間: | 合計時間:                                    | 合計時間:    | 合計時間:  | 29:17      |      |